# Darwiniothamnus tenuifolius
Darwiniothamnus tenuifolius là một loài thực vật có hoa thuộc họ Asteraceae, chỉ có ở Ecuador.